# Ectenessini
Los ectenesinos (Ectenessini) son una tribu de coleópteros crisomeloideos de la familia Cerambycidae.

## Géneros
Tiene los siguientes géneros:
- Acanthonessa Napp & Martins, 1982
- Bomarion Gounelle, 1909
- Cotynessa Martins & Galileo, 2006
- Ectenessa Bates, 1885
- Ectenesseca Martins & Galileo, 2005
- Ectenessidia Gounelle, 1909
- Eurymerus Audinet-Serville, 1833
- Lissoeme Martins, Chemsak & Linsley, 1966
- Meryeurus Martins & Galileo, 1998
- Niophis Bates, 1867
- Paralissoeme Dalens & Touroult, 2010
- Tricheurymerus Zajciw, 1961